# Амвросій (Вайнагій)
Архієпископ Амвросій  (в миру — Василь Васильович Вайнагій; нар. 14 березня 1985 року) — архієрей Української православної церкви , архієпископ Згурівський, вікарій Бориспільської єпархії, проректор з виховної роботи Київської духовної академії, намісник Спасо-Преображенського чоловічого монастиря в с.Княжичі, кандидат богослов'я, доцент.
Тезоіменитство — 20 грудня (7 грудня за старим стилем в день пам'яті прп. Амвросія Медіоланського).
Народився 14 березня 1985 року в смт. Буштино Тячівського району Закарпатської області.
У 1991–2002 рр. навчався в Буштинській загальноосвітній школі І–ІІІ ступенів.
У 2006 році закінчив Київську духовну семінарію.
21 грудня 2008 року пострижений у чернецтво з нареченням імені Амвросій.
14 січня 2009 року рукоположений в сан ієродиякона. а 12 квітня того ж року— в ієромонаха.
З 2009 року — викладач Київських духовних шкіл. У 2010 році закінчив Київську духовну академію. У 2010 році захистив наукову дисертацію та здобув учений ступінь кандидата богослов'я.
30 серпня 2013 року призначений старшим помічником ректора КДАіС з виховної роботи.
8 січня 2014 року — возведений у сан архімандрита.
9 листопада 2015 року — отримав вчене звання доцента КДА.
3 квітня 2019 року — обраний єпископом Згурівським, вікарієм Бориспільської єпархії.
13 квітня 2019 року, у Трапезному храмі на честь прп. Антонія і Феодосія Печерських висвячений у єпископа Згурівського, вікарія Бориспільської єпархії митрополитом Київським і всієї України Онуфрієм. Йому співслужили митрополити Хустський і Виноградівський Марк (Петровцій), Вишгородський і Чорнобильський Павел (Лебідь), Луганський і Алчевський Митрофан (Юрчук), Бориспільський і Броварський Антоній (Паканич), Тернопільський і Кременецький Сергій (Генсицький), архієпископи Бучанський Пантелеймон (Бащук), Сєверодонецький і Старобільський Никодим (Барановський), Боярський Феодосій (Снігірьов), Ніжинський і Прилуцький Климент (Вечеря), Бердянський і Приморський Єфрем (Ярінко), Фастівський Даміан (Давидов), єпископи Шумський Йов (Смакоуз), Вознесенський і Первомайський Олексій (Шпаков), Васильківський Миколай (Почтовий), Гостомельський Тихон (Софійчук), Баришівський Віктор (Коцаба), Білогородський Сильвестр (Стойчев), Дубенський Пимен (Воят), Переяслав-Хмельницький Діонісій (Пилипчук), викладачі Київської духовної академії та духовенство Києво-Печерської лаври.
Єпископ Амвросій став 100-м архієреєм УПЦ .
17 серпня 2024 року удостоєний сану архієпископа.

### Церковні нагороди
- хрест з прикрасами (18.03.2012)
- другий хрест з прикрасами (9.11.2018)